# 1246
El 1246 (MCCXLVI) fou un any comú començat en dilluns del calendari julià.

## Esdeveniments
- Granada es declara vassalla de Castella pel Pacte de Jaén.[1]